# Regione di Osijek e della Baranja
La regione di Osijek e della Baranja (croato: Osječko-baranjska županija) è una regione nordorientale della Croazia. Essa comprende la Slavonia nordorientale e la parte croata della regione della Baranja, che si estende a nord della Drava. La regione è ubicata al confine con l'Ungheria e con la provincia autonoma serba della Voivodina. Capoluogo della regione è Osijek.

## Popolazione
Suddivisione della popolazione secondo le nazionalità (dati secondo il censimento del 2001):
- 277 245 (83,89%) croati
- 28 866 (8,73%) serbi
- 9 784 (2,96%) ungheresi
- 2 155 (0,65%) slovacchi
- 977 (0,30%) rom
- 964 (0,29%) tedeschi
- 858 (0,26%) albanesi
- 480 (0,15%) sloveni
- 410 (0,12%) bosniaci
- 365 (0,11%) montenegrini

## Città e comuni
La regione di Osijek e della Baranja è divisa in 7 città e 35 comuni, qui sotto elencati (fra parentesi il dato relativo al censimento della popolazione del 2001).

### Città
| Città          | Ab.     |
| -------------- | ------- |
| Beli Manastir  | 10 986  |
| Belišće        | 11 786  |
| Donji Miholjac | 10 265  |
| Đakovo         | 30 092  |
| Našice         | 17 320  |
| Osijek         | 114 616 |
| Valpovo        | 12 327  |

### Comuni
| Comune              | Ab.    |
| ------------------- | ------ |
| Antunovac           | 3 559  |
| Bilje               | 5 480  |
| Bizovac             | 4 979  |
| Čeminac             | 2 856  |
| Čepin               | 12 901 |
| Darda               | 7 062  |
| Donja Motičina      | 1 865  |
| Draž                | 3 356  |
| Drenje              | 3 071  |
| Đurđenovac          | 7 946  |
| Erdut               | 8 417  |
| Ernestinovo         | 2 225  |
| Feričanci           | 2 418  |
| Gorjani             | 1 832  |
| Jagodnjak           | 2 537  |
| Kneževi Vinogradi   | 5 186  |
| Koška               | 4 411  |
| Levanjska Varoš     | 1 266  |
| Magadenovac         | 2 239  |
| Marijanci           | 2 719  |
| Petlovac            | 2 743  |
| Petrijevci          | 3 068  |
| Podgorač            | 3 314  |
| Podravska Moslavina | 1 451  |
| Popovac             | 2 427  |
| Punitovci           | 1 850  |
| Satnica Đakovačka   | 2 572  |
| Semeljci            | 4 858  |
| Strizivojna         | 2 759  |
| Šodolovci           | 1 955  |
| Trnava              | 1 900  |
| Viljevo             | 2 396  |
| Viškovci            | 2 060  |
| Vladislavci         | 2 124  |
| Vuka                | 1 312  |